# 前田勝則
前田 勝則（まえだ かつのり、1974年（昭和49年） - ）は日本のピアニスト。

## 経歴
山口県柳井市出身、山口県立柳井高等学校卒業。東京学芸大学教育学部芸術課程音楽専攻ピアノ選修卒業。東京藝術大学大学院音楽研究科 器楽専攻(ピアノ)首席修了、修了時にNTTドコモ奨学金を授与される。ピアノを徳万良子、石橋史生、植田克己に、和声法とソルフェージュを土田英介に、歌曲伴奏法を星野明子に師事。
日本ピアノ教育連盟、NHK洋楽オーディション、東京文化会館新進音楽家デビューコンサート、日本室内楽コンクール、吹田音楽コンクール、ABC新人コンサート、かずさアカデミア音楽コンクール、日演連推薦/新人演奏会等、コンクール、 オーディションにて多数受賞。
2000年よりほぼ毎年ソロリサイタルを開催。また、お話を交えた親しみやすいプログラムによるコンサートは各地で好評を博している。
アンサンブルピアニストとしての活動も盛んであり、特に合唱分野では多くの演奏会に出演。これまでに共演した合唱団は170団体を超える。教材やCDの録音も多数。
自宅でのピアノ演奏動画を中心に投稿しているYouTubeチャンネル「pianomaedaful」はチャンネル登録者数約7.63万人、総視聴回数38,818,352回（2024年1月20日現在）。

## エピソード
アンサンブルピアニストの世界に足を踏み入れたきっかけは、大学院在学中に慶應義塾ワグネル・ソサィエティーOB合唱団の練習ピアニストを友人のかわりに引き受けたことであった。練習の際に指揮者北村協一の目に留まり、OB合唱団2000年定期演奏会（北村協一指揮）からステージにも登場。慶應義塾ワグネル・ソサィエティー男声合唱団には126回定期演奏会（2001年）から登場している。129回定期演奏会（2004年）からは佐藤正浩と共演。また、北村から畑中良輔にも紹介されて認められ、130回定期演奏会（2005年）以降は畑中指揮のステージにおいてもピアニストを務めるようになった。常任指揮者が佐藤正浩になった2020年現在においても毎年ステージに出演している。
これらの過程や様々なネットワークを通じ、前田の存在は他の数多くの著名な合唱団、指揮者、作曲家が認めるところとなり、現在は合唱分野のアンサンブルピアニストの第一人者となっている。

## 主な録音
下記の他にも参加しているCD、MP3ダウンロード等が多数存在する。
- 水のいのち 東京混声合唱団創立55周年記念 松井慶太 & 前田勝則
- クリスマス合唱名曲集 東京混声合唱団／松井慶太／前田勝則
- もろびとこぞりて 美しきクリスマス ナイト 東京混声合唱団／松井慶太／前田勝則
- 混声合唱のための組曲『蔵王』 東京混声合唱団／松井慶太／前田勝則
- 世界の民謡 東京混声合唱団／山田和樹／前田勝則
- ローレライ (New 東京混声合唱団愛唱曲集)  東京混声合唱団／山田和樹／前田勝則／佐々木武彦
- Joyful Joyful 東京混声合唱団愛唱曲集2 山田和樹／前田勝則
- 三善晃・谷川俊太郎 作品集『木とともに 人とともに』 東京混声合唱団／山田和樹／前田勝則
- 学校教材シリーズ 株式会社教育芸術社 outaya／田中エミ／前田勝則
- 音楽教育ヴァン Vol.39 掲載楽譜準拠 outaya／田中エミ／前田勝則
- 音楽教育ヴァン Vol.41 掲載楽譜準拠 outaya／田中エミ／前田勝則
- 中学生のための新しい歌唱教材集 ハートのアンテナ outaya／田中エミ／前田勝則
- THE CHORUS '10【混声/女声編】魚の話 教育芸術社発行歌集・曲集準拠CD クーネル・コエンデン／藤井宏樹／前田勝則ほか
- THE CHORUS '11【混声/女声編】虹色の未来 教育芸術社発行歌集・曲集準拠CD クーネル・コエンデン／藤井宏樹／前田勝則ほか
- THE CHORUS '12 【混声/女声編】 たったいまの うた 教育芸術社発行歌集・曲集準拠CD クーネル・コエンデン／藤井宏樹／前田勝則ほか
- THE CHORUS '13 【混声/女声編】 幸せの花が咲くように 教育芸術社発行歌集・曲集準拠CD 樹の会／藤井宏樹／前田勝則ほか
- THE CHORUS '14【混声/女声編】時の中で 教育芸術社発行歌集・曲集準拠CD 樹の会／藤井宏樹／前田勝則ほか
- THE CHORUS '16【女性編】女声合唱とピアノのためのレクイエム－星の美しい夜には－ 樹の会女声/藤井宏樹/前田勝則
- 松下耕の描く 谷川俊太郎の世界 松下耕／前田勝則ほか
- 中国&日本・名歌集 田大成／前田勝則
- －新作合唱曲による公開講座－スプリングセミナー2015作品集 福永一博/harmonia ensemble/前田勝則
- －新作合唱曲による公開講座－スプリングセミナー2016作品集 福永一博/harmonia ensemble/前田勝則
- －新作合唱曲による公開講座－スプリングセミナー2017作品集 福永一博/harmonia ensemble/前田勝則